# 가수 목록
가수 목록은 다음과 같다.

## 나라별 목록
- 말레이시아의 가수 목록
- 멕시코의 가수 목록
- 아프가니스탄의 가수 목록
- 인도네시아의 가수 목록
- 일본의 가수 목록
- 타이완의 가수 목록
- 포르투갈의 가수 목록
- 핀란드의 가수 목록
- 루마니아의 가수 목록
- 아이슬란드의 가수 목록

## 장르별 목록
- 재즈 가수 목록
- 크루너 목록
- 스캣 가수 목록

## 같이 보기
- 싱어송라이터 목록
- 음악가 목록

| Disambiguation icon | 이 문서는 명칭이 같고 같은 종류에 속하는 여러 대상을 연결하는 색인 문서입니다. |